# Aitana (nombre)
Aitana es un nombre femenino de origen español, derivado de la alicantina Sierra de Aitana.

## Origen
Sobre el origen del antropónimo, hay diferentes teorías:
La primera, sostenida por Alcover-Moll en su diccionario Alcover-Moll y por Enric Moreu-Rey, que lo relaciona con un posible origen árabe, significando "nuestra gente".
La segunda, mucho más plausible, y la más convincente hasta hoy, es la sostenida por Joan Coromines que relaciona Aitana con el latín (montana) Edetana, "la montaña de los edetanos". Esta última era una tribu ibérica bien documentada en fuentes clásicas, que dio nombre a la sierra de Aitana, al sur del río Júcar. Hasta ahora se desconoce el significado de edetanos y Edeta, nombre de la tribu ibérica y de su capital, que presumiblemente también son de origen ibero.
La forma Edetana habría evolucionado por influencia de la fonética mozárabe: 
Edetana > Adetana > Aetana > Aitana
Los edetanos eran una tribu íbera que habitaba en las cercanías de la actual Lliria, a más de 150 km de la Sierra de Aitana donde, por otra parte, habitaba otra tribu, los contestanos.
No dispone de forma en masculino.

## Difusión
En 2023 nació el INE, había en España 22.446 personas con ese nombre; los datos del INE también indican que el nombre se está extendiendo en la actualidad, ya que la media de edad de dichas personas apenas superaba los 7 años. No obstante, en otras décadas se impuso este nombre a algunas recién nacidas por influjo del de la hija del poeta Rafael Alberti (cfr. infra).
El nombre es particularmente popular en toda la zona de Alicante y alrededores, dado que la Sierra de Aitana está situada al norte de esta ciudad, bien a la vista de ella.

## Errores comunes de interpretación
Por Internet corren otras versiones que no se ajustan a la realidad, basadas en etimologías populares o en errores de lectura o transcripción y que se van repitiendo página tras página, sin ningún fundamento:
- No proviene del latín; sí es latina la composición "montana Edetana", lo que no es latín es el étimo original del nombre de la montaña.
- No es árabe en los significados 'la isla' ni 'gris plateado'.
- Tampoco es de origen vasco, aunque formalmente parezca derivada de aita, 'padre' (algunos la han interpretado como 'la del padre'), ni mucho menos un derivado o una forma familiar de Aintzane (equivalente de Gloria, y de reciente creación, pues es neologismo perteneciente al Santoral publicado por Sabino Arana[4]). De hecho, ni Euskaltzaindia en su base de datos de nombres, ni los libros de nombres vascos de Mikel Hoyos y de Xarles Bidegain recogen el nombre Aitana. Sí que aparece en el nomenclátor de Satrustegi de 1983, pero aquí también aparecen otros nombres de origen no vasco, como Mireia.
- En algunas páginas se dice que Aitana es portugués y significa 'gloria'. El error para el significado es claro, lo que queda por aclarar es por qué se le atribuye un origen portugués.
- Hay otras que indican que se trata de un nombre de origen hebreo con el significado de 'fuerte'. En la Biblia hebrea aparece, en efecto, un nombre masculino, Etán (אֵיתָן Êṯān, 1 Reyes 5,11), que significa 'firme, fuerte', y que, dado que es extraño en lengua española (es más popular su forma inglesa, Ethan), suele aparecer en páginas incorrectamente transcrito como Eitan, Eytan o hasta Aitan; no tiene ninguna relación con Aitana (más que por una mera semejanza formal), ni tiene forma femenina.
- Con este mismo significado, algunos indican un origen africano, sin concretar ni la lengua ni la etimología.
- Tampoco tiene relación con el kiribatí aitan, 'dibujo'.

## Regiones célebres con el nombre de Aitana
- Sierra de Aitana, conjunto montañoso del norte de la provincia de Alicante.